# Шандор Киш-Немешкери
Шандор Киш-Немешкери или Немешкейри (на унгарски: Nemeskéri-Kiss Sándor) e унгарски аристократ, дипломат.

## Биография
Роден е в 1884 година в старото аристократично семейство Немешери Киш. Завършва право и история в Будапещенския университет. Участва в Първата световна война като офицер.
След войната в 1919 година постъпва на работа в унгарското външно министерство. Част е от унгарската делегация за подписването на Трианонския договор.
През 1921 година му е възложено да създаде унгарско посолство в София. Ръководи мисията изключително дълго време, до 1929 година като шарже д'афер, без да получи ранг посланик. Киш е близък с цар Борис III. При напускането на София вестник „Дневник“ го възхвалява.
При престоя си в София Киш подкрепя активно дейността на Вътрешната македонска революционна организация. Революционният му псевдоним е Балтазар.
След София оглавява няколко други унгарски дипломатически мисии.